# Nylon (álbum)
Nylon é o título do terceiro álbum de estúdio da carreira  do girl group islandês de pop e eurodance Nylon. O álbum foi lançado em 18 de novembro de 2006 pela Believer Music em parceria com a Universal Music, alcançando o primeiro lugar em vendas.

## Informações
Em 18 de novembro de 2006 as quatro amigas Alma Guðmundsdóttir (Reiquiavique, 29 de dezembro de 1984), Steinunn Þóra Camilla Sigurðardóttir (Reiquiavique, 13 de julho de 1984), Klara Ósk Elíasdóttir (Reiquiavique, 27 de novembro de 1985) e Emilía Björg Óskarsdóttir (Reiquiavique, 14 de junho de 1984) que assinaram um contrato com a Believer Music, afiliada da Universal Music, dois anos antes, lançaram seu terceiro trabalho. Gravado em Londres, no Reino Unido, o álbum é totalmente em inglês, sendo o primeiro do grupo à não conter canções em islandês e também o primeiro à ser cantado em outra lingua, fato que deu-se pela vontade da Universal Music em lançar o grupo em outros países, iniciando uma carreira internacional primeiramente no Reino Unido e Irlanda. Com treze canções inéditas, é o último álbum com Emilía Björg Óskarsdóttir, que viria a deixar o grupo no ano seguinte.
O álbum alcançou a primeira posição no Iceland Albums Chart, vendendo um total de 20 mil cópias, de onde foram retirados os singles "Losing A Friend", que alcançou a primeira posição na Islândia e a vigésima nona no UK Singles Chart, "Closer" e "Sweet Dreams", que alcançaram a posição de número um na Islândia e sessenta e quatro na parada do Reino Unido.

## Faixas
| N.º | Título                | Duração |  |
| 1.  | "Closer"              | 3:34    |  |
| 2.  | "Only You"            | 4:01    |  |
| 3.  | "Losing A Friend"     | 3:40    |  |
| 4.  | "Play On"             | 3:18    |  |
| 5.  | "Summer's Gonna Come" | 3:56    |  |
| 6.  | "Last Summer"         | 3:46    |  |
| 7.  | "You Are Not Alone"   | 3:51    |  |
| 8.  | "Everywhere"          | 3:52    |  |
| 9.  | "Feel So Alive"       | 3:55    |  |
| 10. | "Give Me One Night"   | 4:11    |  |
| 11. | "Good Things"         | 3:32    |  |
| 12. | "Made It On My Own"   | 4:23    |  |
| 13. | "Sweet Dreams"        | 3:45    |  |

## Singles
- "Losing a Friend": Lançado em 12 de maio de 2006 na Islândia, alcançou a posição de número um, marcando o oitavo single do grupo a alcançar tal posição, sendo o oitavo lançado. Em 10 de junho de 2006 foi lançado no Reino Unido, alcançando a posição vinte e nove no UK Singles Chart.

- "Closer": Lançado em 30 de agosto de 2006 na Islândia, alcançou a posição de número um, sendo lançado no Reino Unido em 23 de outubro de 2006, onde alcançou a posição sessenta e quatro no UK Singles Chart.

- "Sweet Dremas": Lançado também em 30 de agosto de 2006 como single duplo com "Sweet Dremas", alcançou a primeira posição na Islândia, marcando a décima canção do grupo a atingir o topo das paradas no país. No Reino Unido foi lançado em 23 de outubro de 2006, onde alcançou a posição sessenta e quatro no UK Singles Chart.

## Desempenho nas tabelas musicais
| Paradas (2006)                  | Posições |
| ------------------------------- | -------- |
| Islândia — Iceland Albums Chart | 1        |

| País          | Vendas |
| ------------- | ------ |
| Islândia IFPI | 20.000 |